# Birzgale
Birzgale (deutsch: Birsgallen) ist eine Gemeinde im Bezirk Ogre in der lettischen Region Semgallen. Sie liegt am linken Ufer der Düna. Der Gemeindesitz befindet sich im gleichnamigen Ort.
Auf dem Gebiet der heutigen Gemeinde befanden sich früher die Güter Halswigshof (lettisch: Alstiķu muiža), Berghof (lettisch: Kalna muiža) und Kanenneken (lettisch: Kannenieku muiža). Vom Gut Linden (lettisch: Linde) ist noch der historische Park erhalten.
Während des Russischen Reiches lag das heutige Gemeindegebiet im Gouvernement Kurland.

## Verkehr
Der im Gemeindegebiet gelegene Bahnhof Lāčplēsis mit dem Bahnhofsgebäude von 1927 liegt an der seit 2008 nur noch vom Güterverkehr genutzten Bahnstrecke von Jelgava nach Krustpils.

## Persönlichkeiten
- Julius Busch (* 1879 in Birsgallen; † 1907 bei Nerft), deutsch-baltischer Pastor, evangelischer Märtyrer

## Bauwerke

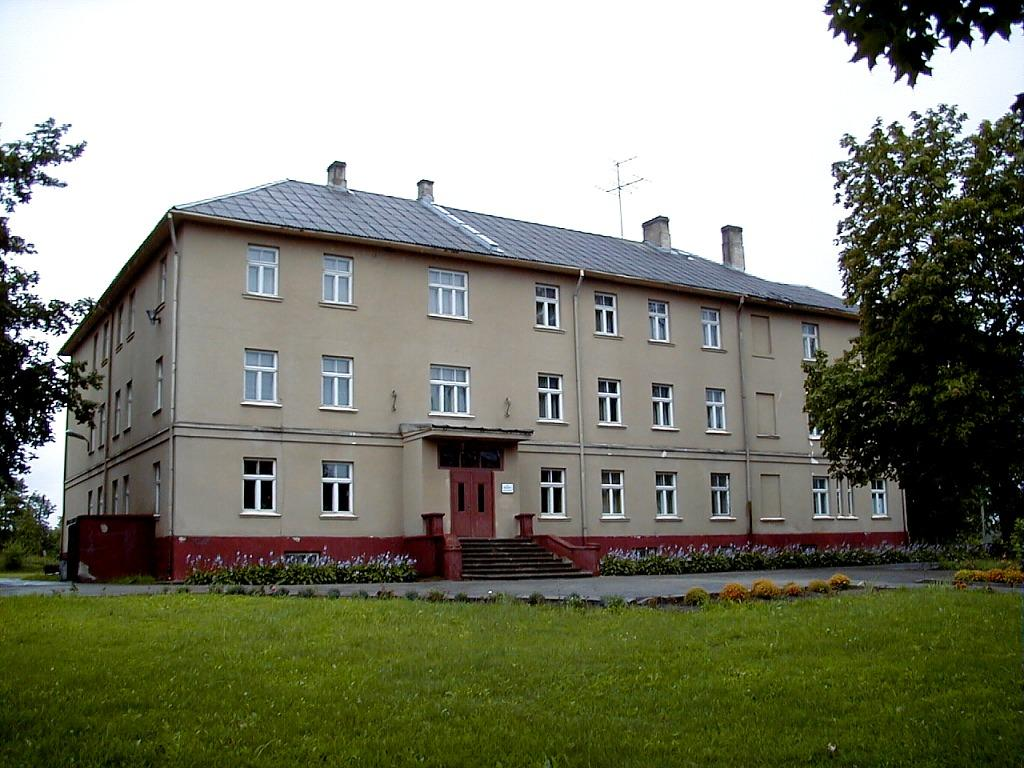
Schule in Birzgale (2000)
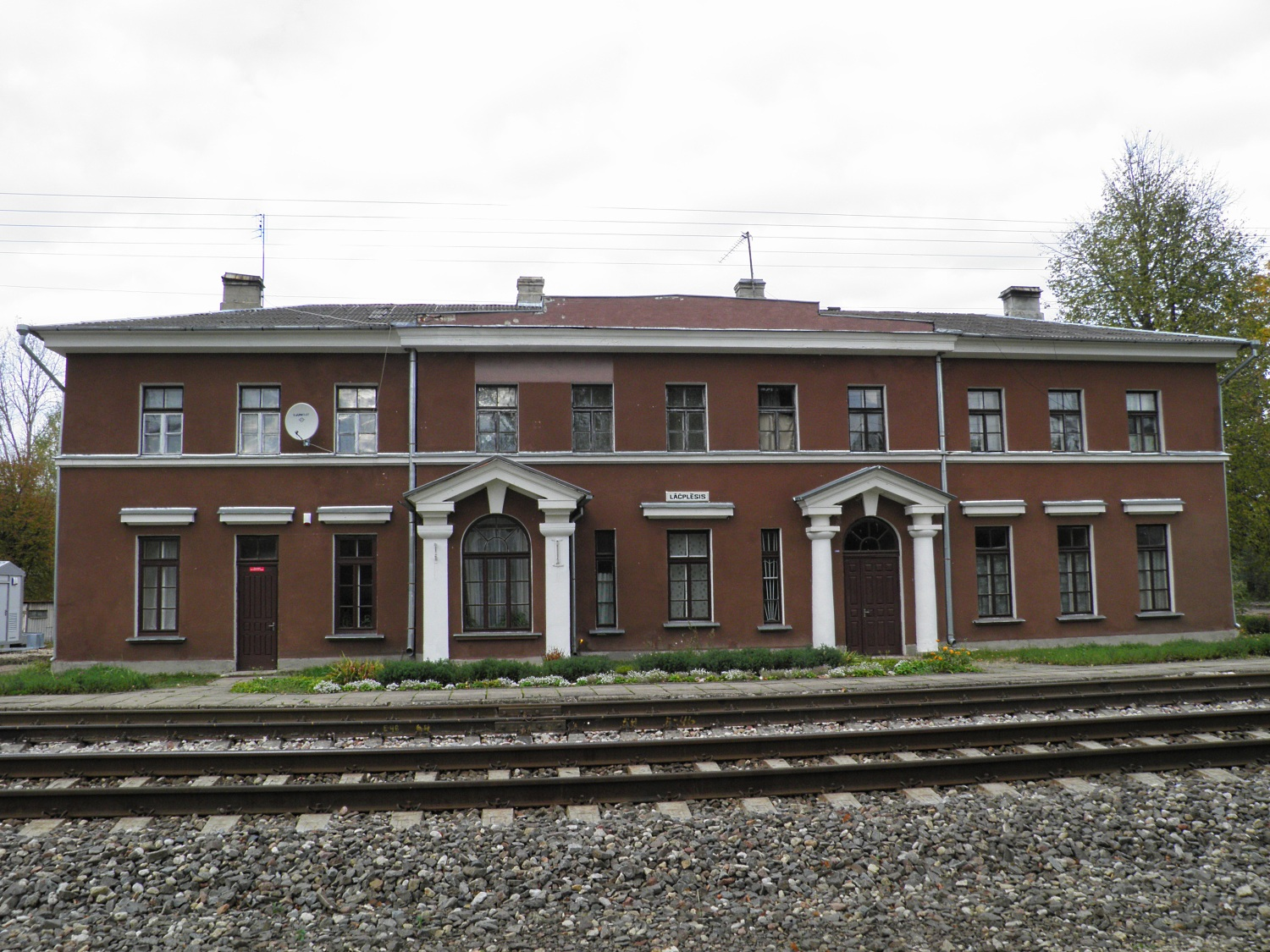
Bahnhof Lāčplēsis
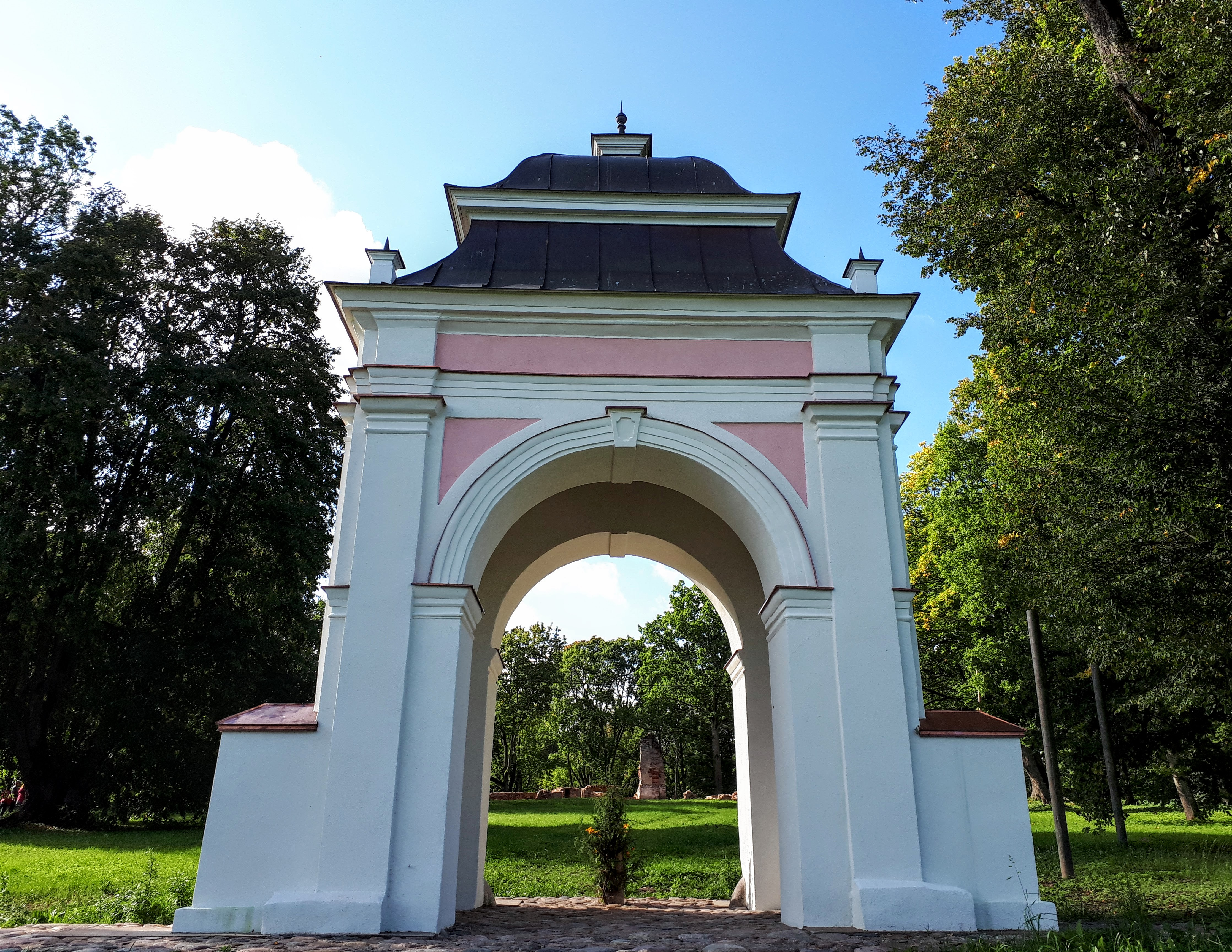
Barockes Tor des Gutsparks Linden